# Бой при Баязете (28 июня 1877)
Баязе́тский бой 28 июня (10) июля 1877 года во время Русско-турецкой войны 1877—1878 годов, длившийся около 8 часов, имел своей целью освобождение небольшого русского гарнизона, укрывавшегося в городской цитадели (см. Баязетское сидение).
Изначально, сама оборона цитадели имела важное стратегическое значение, так как на её осаду были отвлечены значительные силы противника, которые должны были вторгнуться в пределы российского Закавказья, не имевшего на тот момент достаточных сил, чтобы сдержать вторжение многочисленных курдских формирований, составлявших иррегулярные войска турецкой армии. В то же время, в случае взятия Баязета, турецкие части должны были перекрыть пути отступления Эриванскому отряду.
С того же момента, как Эриванский отряд вернулся в российские пределы, и граница оказалась под защитой, освобождение русского гарнизона, остававшегося в глубоком тылу противника, носило уже больше моральное значение, или, языком участников тех событий, — это было делом «чести».

## Предпосылки
В самом начале войны, 18 (30) апреля 1877 года, Эриванский отряд русской армии под командованием генерал-лейтенанта Тергукасова без боя занял Баязет. Оставив в нём незначительный гарнизон, 26 апреля (8) мая отряд продолжил своё наступление на Эрзерум в глубь турецкой территории. Однако в июне стратегическая инициатива на кавказском театре войны перешла к турецкой армии. Эриванскому отряду хоть и удалось 9 (21) июня отбить атаку армии визиря Мухтар-паши под Даяром, но поражение 13 (25) июня генерал-лейтенанта Геймана под Зивином и дальнейшее отступление корпуса генерал-адъютанта Лорис-Меликова к российской границе, заставили Тергукасова, также начать отступление.
Между тем, ещё в начале июня Ванско-баязетский отряд под командованием бригадного генерала Фаик-паши зашёл в тыл Эриванского отряда, и 6 (18) июня занял Баязет, осадив в его цитадели русский гарнизон. Турецкое командование планировало, уничтожив или принудив его сдаться, перекрыть пути отступления Эриванскому отряду, а в Эриванскую губернию, остававшейся на тот момент не защищённой, направить иррегулярные войска, большей частью состоящие из курдских ополчений «…одушевлённых духом грабежа». Однако русский гарнизон под началом капитана Штоквича, отбив штурм и отказавшись, несмотря на голод и жажду, капитулировать, в течение 23 дней продолжал держать оборону, вплоть до прихода к нему на помощь Эриванского отряда.

## Соотношение сил перед боем

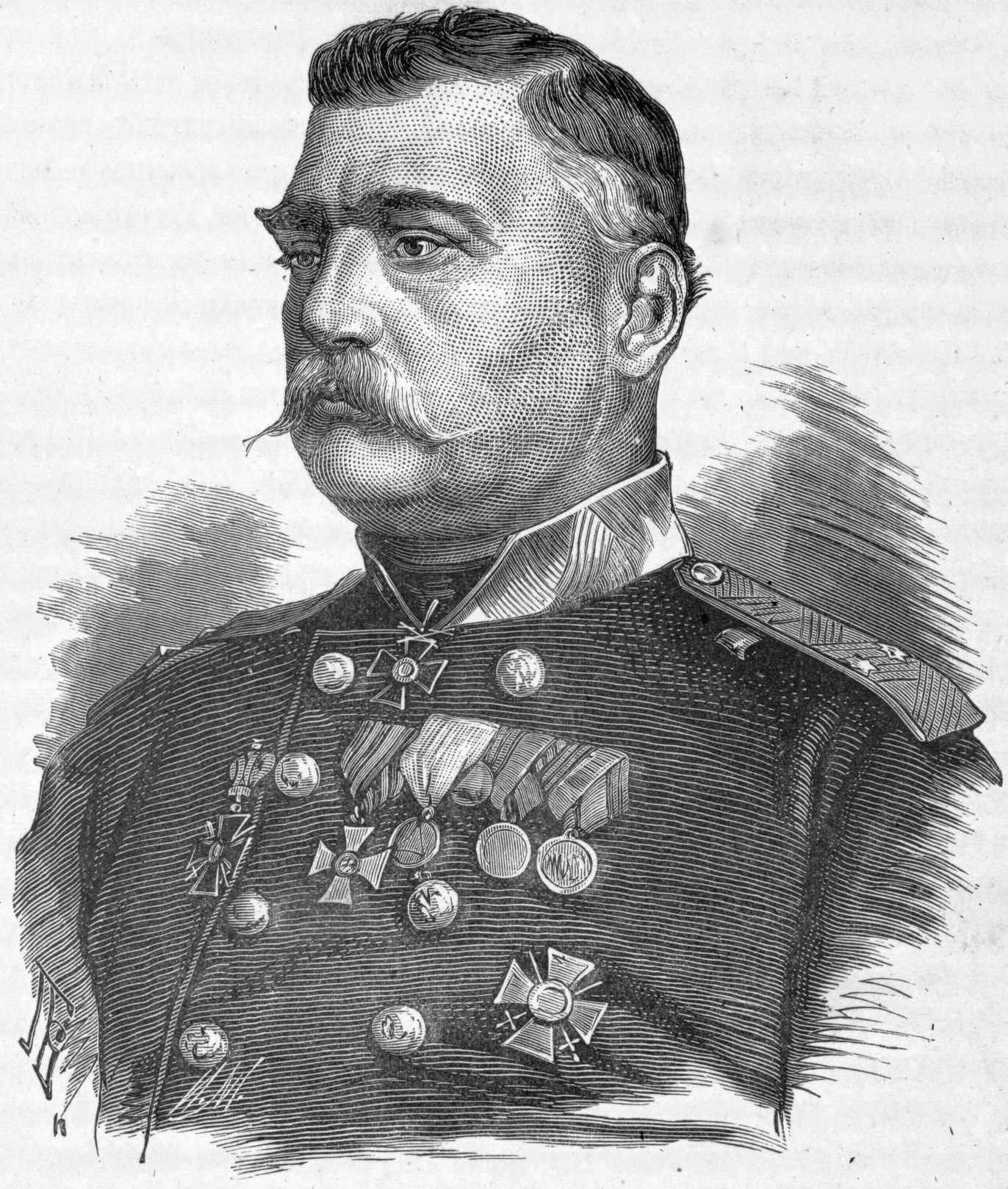
А. А. Тергукасов

Турецкие войска имели значительное численное превосходство над русскими, но этот фактор терял свою значимость из-за несогласованных и пассивных действий Исмаила-паши и Фаик-паши. Турецкие части находились на значительном расстоянии друг от друга, и далеко не все приняли участие в бою, а бо́льшая часть курдских формирований бежала в самом начале боя. Расположение турецких войск на 27 июня (9 июля) было следующим:
Ванский отряд (ферик Фаик-паша)
- в Баязете — осадный отряд Мехмед-Муниб-паши (3 батальона, несколько сотен курдов, 4 орудия)
- у Тепериза (9—12 вёрст от Баязета) — главные силы Фаик-паши (3 батальона, 2 эскадрона, 3—4 тыс. курдов, 5 орудий)
- на диадинской дороге — отряд Гуссейн-аги для связи с Алашкертским отрядом (несколько сотен курдов)

Алашкертский отряд (мушир ферик Исмаил-Хакки-паша)
- в котловине Нижнего Дарака (25—30 вёрст от Баязета и Тепериза) — главные силы Исмаил-паши (ок. 21 батальона, 5 эскадронов, 18 орудий)
- в долине Балык-чай — 3-я кавалерийская бригада Гази-Мухаммада Шамиля (ок. 1000 черкесов)

К утру 28 июня (10 июля) Фаик-паша по приказу Исмаил-паши прибыл к сел. Майрамон, в ожидании подхода Алашкертской дивизии последнего. Однако Измаил-паша продолжал оставаться со своими силами на диадинской дороге, опасаясь наступления русских со стороны Чингильского и Караван-сарайского перевалов, где располагались отряды Келбали-хана Нахичеванского и полковника Шипшева для прикрытия тыла отряда Тергукасова, который выдвигался на Баязет.

## Бой
В 5 часов утра русский отряд снялся с бивака и, развернувшись в боевой порядок, двинулся на Баязет. В центре главной линии развёрнутым фронтом двигалась артиллерия (10 орудий 19-й Артиллерийской бригады), прикрываемая с флангов пехотой (по 2 батальона от 73-го Крымского и 74-го Ставропольского пехотных полков) под общим командованием генерал-майора Броневского. За главной линией шёл общий резерв (3¼ батальона пехоты тех же полков и 3-й Кавказский стрелковый батальон, 10 орудий). Правый фланг со стороны диадинской дороги прикрывал боковой отряд под командованием кн. Амилахвари (12 эскадронов 15-го Переяславского драгунского полка и по 4 сотни от 2-го Сунженского и Кавказского казачьих полков), левый ― 4 сотни 2-го Хопёрского казачьего полка, и 2 сотни 2-го Екатеринодарского казачьего полка в прикрытии тыла, а также для связи с правым флангом.

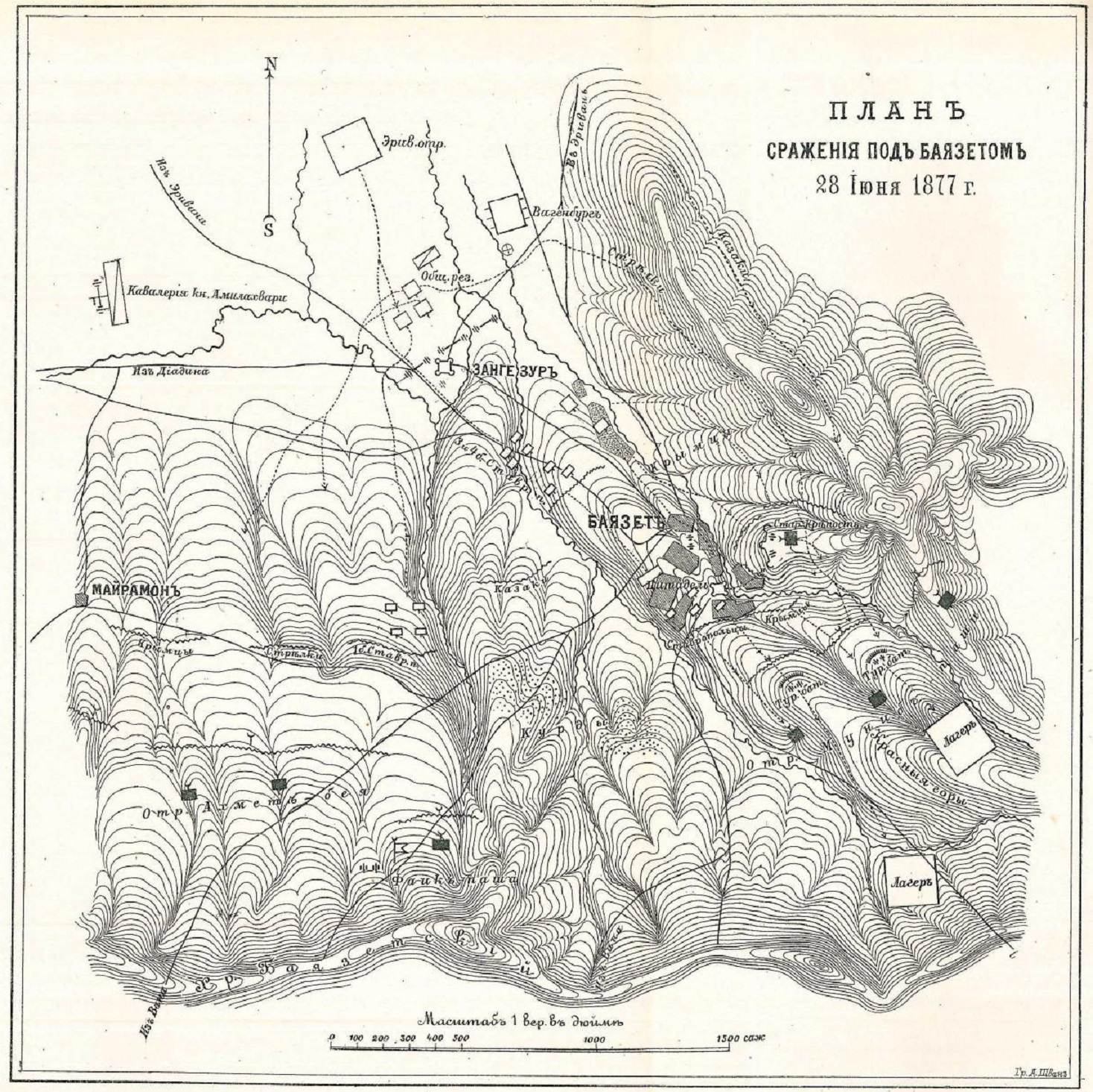
План сражения под Баязетом
28 июня 1877 года

При подходе русских, турки открыли по ним артиллерийский огонь. Определив расположение турецких батарей, русская артиллерия открыла по ним ответный огонь, а пехота устремилась на штурм турецких позиций. После первых выстрелов русских орудий курды, покинув свои траншеи, бежали за горы. Регулярные же турецкие части оказали упорное сопротивление. Занимая доминирующие над местностью позиции, они вели беспрерывный огонь по наступающей русской пехоте. Последняя не имела возможности эффективно отвечать тем же, ввиду удобных укрытий турецких стрелков на возвышенностях, а также из-за недостаточной дальности стрельбы винтовок Карле, которыми была вооружена русская пехота. Но несмотря на это, штурмующие колонны, подкреплённые двумя ротами из резерва, продолжали упорное наступление, и постепенно начали проникать в город, где завязались ожесточённые уличные бои. Артвзвод подпоручика Волжинского, вкатив на одну из возвышенностей свои орудия, принялся обстреливать позиции турецких стрелков, чем значительно способствовал занятию города.
В то же время, по турецким позициям открыл огонь и осаждённый в цитадели гарнизон. 7-е орудие обстреливало турецкие батареи, тем самым, также указывая направление действий огня наступающей русской артиллерии. Однако вскоре оно было подбито (в дульный срез), 8-е же продолжало упорно обстреливать укрепления в Старой крепости, откуда вёлся интенсивный огонь как по штурмующим, так и по самой цитадели. Перед крепостью пролегал определённый участок открытой местности, который хорошо простреливался турками, и тщетные попытки преодолеть его сопровождались только потерями со стороны русских. Чтобы облегчить её штурм, штабс-капитан Юдин перевёз своё орудие в город и открыл по ней огонь шрапнелью. После каждого выстрела, когда турки залегали в ожидании разрыва, русские перебегали от укрытия к укрытию. В один из моментов, когда пехотинцы и казаки в нерешимости укрывались за пригорком, казак А. Герасимов неожиданно сорвался с места и, с криком «С Богом, братцы! За мною, вперёд!», бросился по открытой площадке на укрепления противника. Ободрённые поступком Герасимова пехотинцы с казаками все до единого с криком «Ура!» устремились вслед за ним. Часть турок бежала, другая же оказала яростное сопротивление и была полностью истреблена в рукопашной схватке.
Тем временем, из цитадели вышла 1-я сотня хопёрцев Кванина. Разделив её на две полусотни, одну Кванин направил в сторону Старой крепости, чтобы отрезать пути отступления туркам, другую рассыпал в стрелковую цепь и завязал перестрелку, прикрывая русскую колонну штурмующую крутую возвышенность Кая-бурун. Группа бежавших со Старой крепости турок наткнулась на хопёрцев и была взята в плен.
Между тем, турецкие части, не имея резерва и не получая поддержки со стороны Фаик-паши, который в свою очередь ожидал того же от Исмаил-паши, вынуждены были отступать и с других направлений. Муниб-паша, занимавший одну из доминирующих высот, чтобы не попасть в окружение покинул её, оставив 2 орудия на месте. При отступлении одно из орудий было выставлено на следующую возвышенность, откуда хорошо простреливалась вся местность, однако вскоре и оно подверглось массированному обстрелу русской артиллерией с разных сторон, и после ранения турецкого майора, также было брошено. Муниб-паша, не дождавшись поддержки Фаик-паши, бежал к Майрамону, где располагался последний, однако стремительный бросок русских драгун наперерез пресёк их соединение, и Муниб-паша ушёл в сторону Тепериза. Увидев бегство последнего, полковник Ахмед-бей, который до того времени тщетно ожидал прибытия отряда Исмаил-паши, сдерживая натиск русских со стороны Зангезура, и даже попытавшийся атаковать батальон майора Гурова с фланга, также оставил свои позиции.
В продолжение всего боя, Фаик-паша находился на перевале близ Майрамона в ожидании прибытия войск Исмаил-паши, которые по словам первого, до 5 часов пополудни «переходили с места на место, не подавая в самые тяжёлые минуты помощи сражавшимся». Впрочем, Исмаил-паша около 2 часов пополудни предпринял попытку крупными силами пробиться к городу, который к тому времени уже фактически был занят русскими. Малочисленный, относительно сил противника, боковой отряд Амилохвари был подкреплён резервными и недавно штурмовавшими город частями. Три удачных орудийных выстрела остановили черкесскую и курдскую конницу, и дальнейшее противостояние турецких и русских частей ограничилось орудийной канонадой и ружейной перестрелкой, которые длились до наступления темноты.

## Потери
Русские
Изначально, Тергукасов в своём рапорте сообщал об огромных потерях неприятеля убитыми и ранеными, и что «С нашей стороны потеря весьма незначительна, но в точную известность ещё не приведена». Позднее были приведены данные:
- убито ― 2 нижних чина
- ранены ― 1 офицер и 20 нижних чинов

Однако следует полагать, что это потери непосредственно из числа наступавших.
М. Д. Протасов сообщал, что по результатам поверки, потери 73-го Крымского полка в том бою составили 11 человек убитыми и ранеными, и из их числа ранен один офицер (прапорщик Шереметов).
У Е. И. Дубельта приведены данные о потерях 74-го Ставропольского пехотного полка: 9 человек ранеными (1 унтер-офицер, 7 рядовых и ротный фельдшер). Убитых нет.
По данным В. Г. Толстова, в Хопёрском полку убыло 2 человека ранеными. У И. И. Кияшко из казачьих полков отмечен в тот день один убитый (казак К. Ф. Сидоров).
Комендант цитадели Ф. Э. Штоквич упоминал о частичных потерях в тот день из числа гарнизона (внутри самой цитадели) от навесной стрельбы турецкой артиллерии с командных высот. По сообщению полковника К. К. Гейнса, несколько человек из числа гарнизона были убиты, когда по приказу капитана Штоквича на стене были собраны люди, чтобы петь «Боже, Царя храни!».
Турецкие
Британский военный корреспондент в турецкой армии капитан Ч. Б. Норман сообщал, что по признанию командующего Анатолийской армией А. Мухтар-паши, турецкие потери в тот день составляли 500 человек убитыми, не считая раненых и пленных. Тоже подтверждает и английский военный историк Г. М. Хозьер.
80 человек, или как сообщают турецкие источники, ― одна рота, были взяты в плен.
В своём докладе Тергукасов сообщает об овладении 4 турецкими орудиями. Турецкие источники сообщают, что они лишились 3 полевых орудия. Причиной такой нестыковки является то, что 3 захваченных русскими горных орудия были увезены с собой, а одно полевое (подбитое) было сброшено с обрыва и впоследствии забрано турками.

## Итоги
В результате боя, русский гарнизон, оборонявшийся в цитадели г. Баязета в течение 23 дней, был освобождён.
На следующий день, 29 июня (11 июля) в 3 часа пополудни, Эриванский отряд покинул Баязет и на виду турецких войск ушёл в сторону российской границы.
1-му, 2-му, 3-му и 4-му батальонам 73-го Крымского пехотного полка и 1-му, 3-му и 4-му батальонам 74-го Ставропольского пехотного полка на Георгиевские знамёна была добавлена назпись: «За… освобожденіе Баязета 28-го Iюня 1877 года».